# Karl Apponyi von Nagy-Appony
Karl Graf Apponyi von Nagy-Appony, avstrijski general, * 26. december 1805, † 30. december 1890.

## Pregled vojaške kariere
Napredovanja
- generalmajor: 22. julij 1849